# NGC 4377
إن جي سي 4377 (بالألمانية: NGC 4377) التي يرمز لها بالرمز NGC 4377، هي مجرة، في كوكبة الهلبة.

## الاكتشاف
اكتشفت في 19 فبراير 1784، بواسطة ويليام هيرشل.